# Choerades indica
Choerades indica là một loài ruồi trong họ Asilidae. Choerades indica được Joseph & Parui miêu tả năm 1981.